# Powiat kosowski (Galicja)
Powiat kosowski – dawny powiat kraju koronnego Królestwo Galicji i Lodomerii, istniejący w latach 1867–1918.
Siedzibą c.k. starostwa był Kosów. Powierzchnia powiatu w 1879 roku wynosiła 19,1832 mil kw. (1103,8 km²), a ludność 620 882 osób. Powiat liczył 46 osad, zorganizowanych w 45 gmin katastralnych.
Na terenie powiatu działały 2 sądy powiatowe – w Kosowie i Kutach.

## Starostowie powiatu
- Ludwik Buszyński (do 1877)[1]
- vacat (zastępca starosty Hipolit Sabat, 1879)
- Hipolit Sabat (1882, 1890)

## Komisarze rządowi
- Franciszek Dietrich (1871)
- Franciszek Sielecki (1879–1882)
- Jan Winiarski (1882)
- Franciszek Sielecki (1890)